# 東部方面特科連隊
東部方面特科連隊（とうぶほうめんとっかれんたい、JGSDF Eastern Army Field Artillery Regiment）は、陸上自衛隊北富士駐屯地（山梨県南都留郡）に連隊本部が駐屯する東部方面隊直轄の野戦特科部隊である。

## 概要
連隊長は1等陸佐（二）が充てられ、北富士駐屯地司令を兼務する。第2特科大隊長が宇都宮駐屯地司令を兼務している。警備隊区は山梨県および栃木県。
方面隊直轄の特科連隊として2番目に編成された。当部隊の任務の特徴として、礼砲部隊としての礼砲任務、第12旅団に付随して空中機動を行うためのヘリコプター展開（リぺリング）能力を有する点である。第1師団山梨県隊区担任部隊および第12旅団栃木県隊区担任部隊の任務も併せ持つ。
31中期防では、26中期防から引き続く火砲定数の削減、第1師団の地域配備師団化、第12旅団の機動師団化が盛り込まれた。このため、北部方面隊を除く各方面隊では野戦特科火力は方面隊直轄部隊として集約する方針となった。当部隊は2023年（令和5年）3月の陸上自衛隊の部隊改編に伴い、第1特科隊と第12特科隊を廃止、統合して新編された。東部方面隊管区では、富士教導団隷下の特科教導隊を除き、野戦特科火力は当部隊に集約された。そのため、3個射撃中隊からなる直協大隊2個編成と、特科連隊の中では最小の編成をとる。ただし、第1特科隊の第4射撃中隊が廃止された以外ほぼ同規模であるため、直協火力は各直協大隊が2個中隊編成である第2師団第2特科連隊、第7師団第7特科連隊、東北方面特科連隊および西部方面特科連隊よりも高い。

## 沿革
- 2023年（令和05年）3月16日：第1特科隊と第12特科隊を廃止・統合し、編成完結[5][6]。

1. 連隊本部、本部中隊、情報中隊、第1特科大隊が北富士駐屯地に新編され、連隊長が駐屯地司令に職務指定[7]。
2. 第2特科大隊、情報中隊第2情報小隊が宇都宮駐屯地に新編され、大隊長が駐屯地司令に職務指定[1]。
3. 山梨県全域・栃木県全域を警備隊区とする[2]。

- 2024年（令和06年）12月27日：山梨県上野原市で発生した山火事に対して災害派遣の要請があり同日受理。2日後の12月29日に撤収[8]。

## 編成
特記ない限り北富士駐屯地所在。
- 東部方面特科連隊本部
- 東部方面特科連隊本部中隊「東方特-本」：82式指揮通信車
- 情報中隊「東方特-情」
  - 第1情報小隊：対砲レーダ装置 JTPS-P16、対迫レーダ装置 JMPQ-P13
  - 第2情報小隊（宇都宮駐屯地）[9]：対砲レーダ装置 JTPS-P16、対迫レーダ装置 JMPQ-P13
- 第1特科大隊
  - 本部管理中隊「東方特-1-本」：82式指揮通信車
  - 第1射撃中隊「東方特-1-1」：155mmりゅう弾砲 FH70、中砲けん引車
  - 第2射撃中隊「東方特-1-2」：155mmりゅう弾砲 FH70、中砲けん引車
  - 第3射撃中隊「東方特-1-3」：155mmりゅう弾砲 FH70、中砲けん引車
- 第2特科大隊（宇都宮駐屯地）[9]
  - 本部管理中隊「東方特-2-本」：82式指揮通信車
  - 第4射撃中隊「東方特-2-4」：155mmりゅう弾砲 FH70、中砲けん引車
  - 第5射撃中隊「東方特-2-5」：155mmりゅう弾砲 FH70、中砲けん引車
  - 第6射撃中隊「東方特-2-6」：155mmりゅう弾砲 FH70、中砲けん引車

## 主要幹部
| 官職名                                 | 階級    | 氏名     | 補職発令日     | 前職                                                                               |
| -------------------------------------- | ------- | -------- | -------------- | ---------------------------------------------------------------------------------- |
| 東部方面特科連隊長 兼 北富士駐屯地司令 | 1等陸佐 | 原田浩平 | 2025年08月01日 | 陸上自衛隊教育訓練研究本部研究員 兼 防衛装備庁防衛イノベーション科学技術研究所勤務 |

| 代 | 氏名     | 在職期間                        | 前職                                                                                | 後職                                      |
| -- | -------- | ------------------------------- | ----------------------------------------------------------------------------------- | ----------------------------------------- |
| 01 | 富永將文 | 2023年03月16日 - 2023年11月30日 | 第1特科隊長 兼 北富士駐屯地司令                                                     | 陸上幕僚監部運用支援・訓練部 運用支援課長 |
| 02 | 水越洋光 | 2023年12月01日 - 2025年07月31日 | 陸上自衛隊教育訓練研究本部                                                          | 陸上幕僚監部人事教育部 人事教育計画課長   |
| 03 | 原田浩平 | 2025年08月01日 -                | 陸上自衛隊教育訓練研究本部研究員 兼 防衛装備庁防衛イノベーション 科学技術研究所勤務 |                                           |

## 整備支援部隊
- 東部方面後方支援隊第306特科直接支援中隊「306特直支」（北富士駐屯地）
  - 第1特科直接支援小隊（北富士駐屯地）：第1特科大隊を支援
  - 第2特科直接支援小隊（宇都宮駐屯地）：第2特科大隊を支援

## 主要装備
- 155mmりゅう弾砲 FH70
- 中砲けん引車
- 1/2tトラック / 73式小型トラック
- 1 1/2tトラック / 73式中型トラック
- 3 1/2tトラック / 73式大型トラック
- 対砲レーダ装置 JTPS-P16
- 対迫レーダ装置 JMPQ-P13
- 89式5.56mm小銃
- 9mm拳銃
- 105mm榴弾砲M2A1 - 礼砲用。通常は関東補給処にて保管されている。

## 警備隊区
- 山梨県：連隊本部・第1特科大隊
- 栃木県：第2特科大隊